# Tichosina subtriangulata
Tichosina subtriangulata är en armfotingsart som beskrevs av Cooper 1977. Tichosina subtriangulata ingår i släktet Tichosina och familjen Terebratulidae. Inga underarter finns listade i Catalogue of Life.